# Corneliano d'Alba
Corneliano d'Alba (Curnian in piemontese) è un comune italiano di 2 158 abitanti della provincia di Cuneo in Piemonte.

## Geografia fisica
Situato geograficamente nella regione denominata Roero, Corneliano ha un territorio prevalentemente collinare; il paese si è sviluppato lungo le pendici delle colline della valle del torrente Riddone.

## Storia
Corneliano sorge sul percorso dell'antica strada romana che collegava Alba a Torino. Divenuta fundus della gens Cornelia (da qui il nome), Corneliano assunse una certa importanza solo dal XII secolo, quando, con l'avvento dei Liberi Comuni, fu riscoperta la sua importanza strategica ai fini del controllo del territorio. Fu così eretto un castello sulla collina sovrastante al paese.
Corneliano si schiera rapidamente al fianco di Alba contro la città di Asti, il cui vescovo aveva mire espansionistiche nella zona. Passata sotto varie signorie, Corneliano visse momenti bui durante le guerre del XVI secolo, nel corso delle quali il castello subì notevoli danni. Di esso rimane oggi solo la torre decagonale.
Altro monumento è l'arco che costituisce la porta d'ingresso al centro storico, fatto erigere per volontà di Casa Savoia dopo la caduta di Napoleone. 

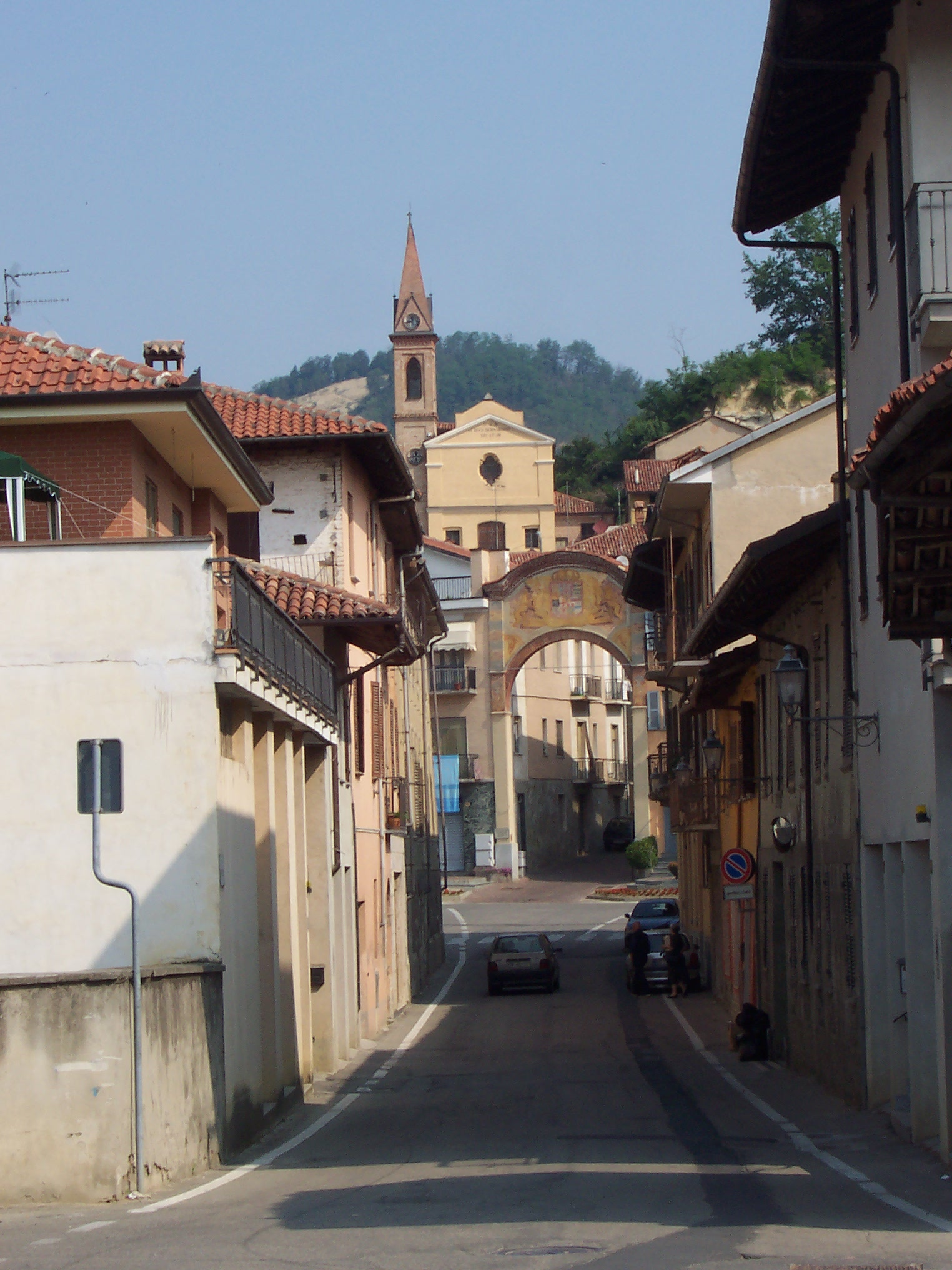
L'arco 'napoleonico' e la confraternita di San Bernardino visti dalla via Sismonda

La chiesa di San Gallo e di San Nicola fu fatta erigere, nel 1748, in un nuovo sito, in sostituzione della vecchia e piccola parrocchiale, posta più a monte dedicata ai santi Celso e Damiano. Quest'ultima fu parzialmente abbattuta e sul suo sito fu edificata l'attuale confraternita, dedicata a San Bernardino.
Nel 1928 a Corneliano d'Alba fu aggregato il comune di Piobesi, ma nel 1946 il comune di Piobesi venne ricostituito.

## Monumenti e luoghi d'interesse

### Architetture religiose

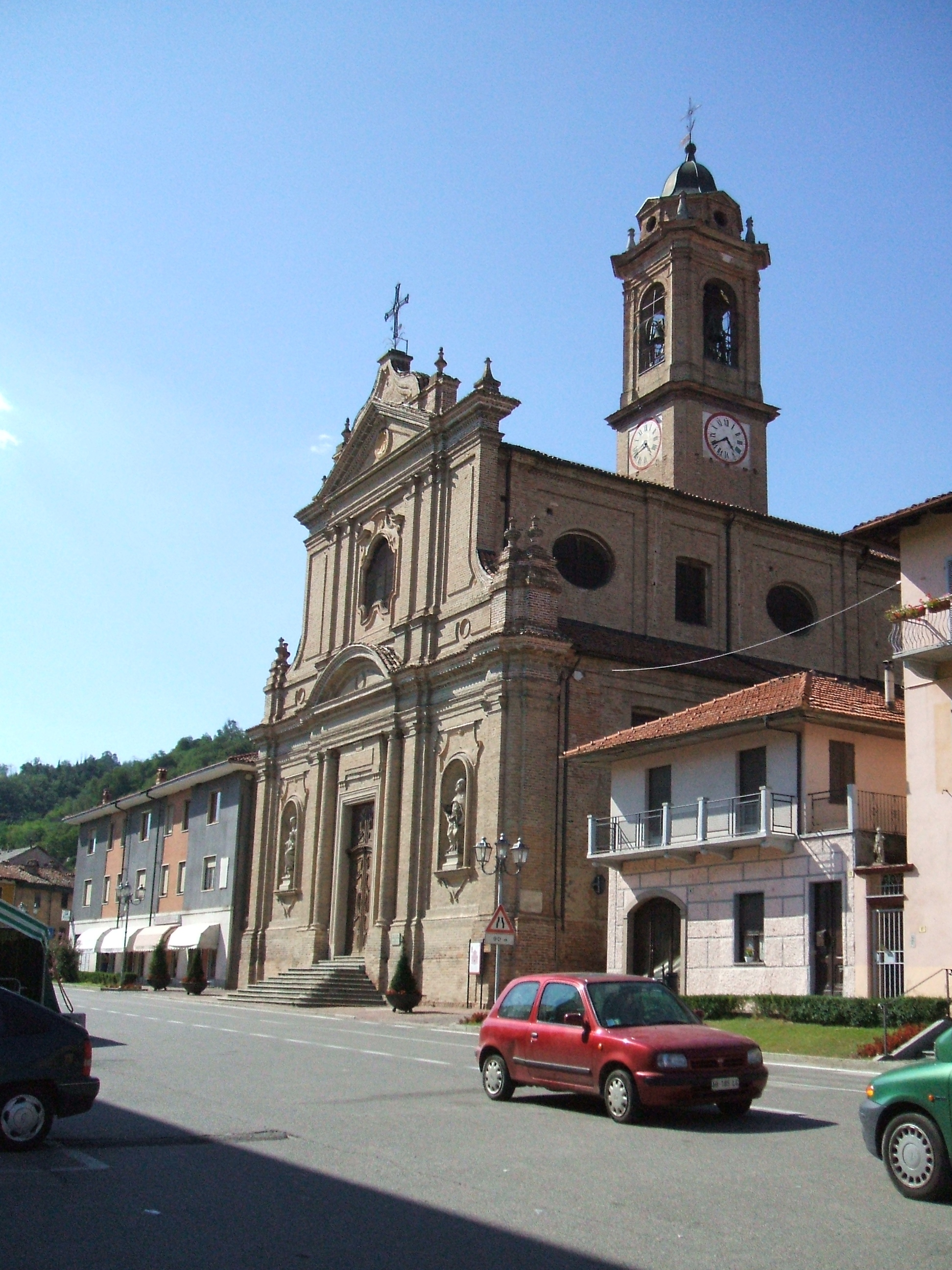
La chiesa dei Santi Gallo e Nicola, in Piazza San Giuseppe Cottolengo

- Chiesa parrocchiale dei Santi Gallo e Nicolò, del XVIII secolo
- Confraternita di San Bernardino
- Chiesa della S.S. Trinità
- Chiesa di Santa Elisabetta
- Santuario di Castellero, sorto sul sito di una seicentesca cappella campestre, ospita una statua lignea della Vergine Assunta, opera dello scultore Roasio, e, presso la settecentesca e adiacente abitazione dell'eremita ("frà 'd Castlé"), una ricca raccolta di 226 quadri votivi (ex voto)
- Chiesa di San Michele, nella frazione Reala

### Cappelle e piloni votivi
- Cappella di San Bernardo in loc. Lemonte
- Pilone di Santa Rita in reg. Bussonio
- Pilone di San Pancrazio in via Valeirole
- Pilone di San Giuseppe Benedetto Cottolengo in via Castellero
- Pilone di Santa Maria Maddalena in via Cavagnolo
- Pilone di San Michele sulla strada per Montaldo Roero
- Pilone della Beata Vergine Assunta in fraz. Marini
- Pilone di Cristo crocifisso in fraz. Marini
- Pilone della Madonna in fraz. Vaschetti
- Pilone della Madonna Consolata in viale Marconi
- Pilone della Madonna Assunta in via Pesio
- Pilone della Sacra Famiglia in fraz. Vendole
- Pilone di San Grato in fraz. Migliero
- Pilone della Madonna del Rosario in fraz. Battagli

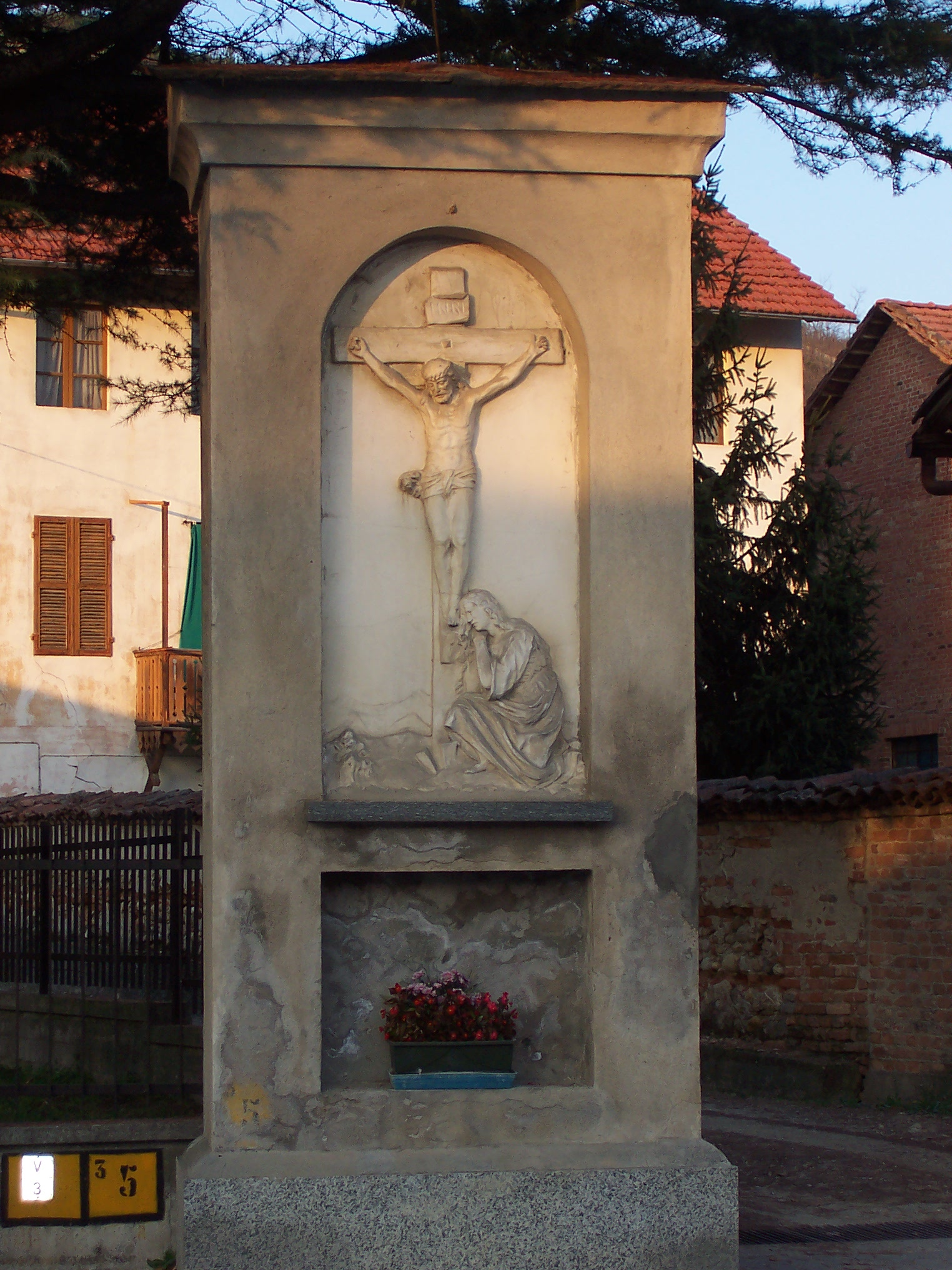
Il pilone dedicato alla Santa Maria Maddalena

- Pilone della Madonna Immacolata in fraz. Reala
- Pilone della Madonna del Carmelo in loc. Cumignano

## Società

### Evoluzione demografica
Abitanti censiti

### Etnie e minoranze straniere
Secondo i dati Istat al 31 dicembre 2017, i cittadini stranieri residenti a Corneliano d'Alba sono 188, così suddivisi per nazionalità, elencando per le presenze più significative:
1. Romania, 84
2. Senegal, 30

## Cultura
- Banda musicale "Alpina"

La Banda Musicale nasce nel 1927 quando, su iniziativa del Direttore didattico Strumia, si formò un gruppo di persone volenterose amanti della musica. 
La banda è sopravvissuta sino ad oggi grazie all’entusiasmo dei suoi componenti e del suo direttivo.
La banda musicale di Corneliano è “alpina” nel nome e nello spirito.
Da ricordare le numerose partecipazioni ai raduni degli alpini, sia a livello locale che di interesse nazionale.
La Regione Piemonte, nel 2000, ha riconosciuto la Banda Musicale “Alpina” nell’albo regionale dei soggetti svolgenti attività musicali popolari.
Nel 2011 la banda ha ricevuto l’attestato di “Interesse Nazionale” riservato ai Gruppi di Musica Popolare e Amatoriale assegnato dal Ministero per i Beni e le Attività Culturali.
- "La chiacchiera" è il bimestrale del paese, edito dalla pro-loco dal 1972. L'edizione cartacea è gratuita ai soci dell'associazione e spedita in abbonamento postale; l'edizione online è consultabile su un sito di Corneliano d'Alba.[9] Nella seconda metà degli anni '70 (esattamente dal dicembre 1975) fu affiancato da una tv locale che ne era emanazione: Tele La Chiacchiera, che trasmetteva per la provincia di Cuneo sui canali 28 e 35 UHF sotto la direzione di Virgilio Biardone, mentre direttore dei programmi era Ettore Contino[10].

### Biblioteche
- Biblioteca comunale "Oreste Scarzello" e piccolo museo dei Cestai presso centro polifunzionale "Cascina del Parroco", piazzetta Trinità

### Musei
- Museo sul santo Cottolengo, presso la chiesa di Santa Elisabetta

### Feste e fiere
- Festa patronale di Sant'Anna (26 luglio la ricorrenza religiosa - festa patronale civile la 1ª domenica di agosto)
- Fiera di San Carlo (1ª domenica di novembre)

## Amministrazione
| Periodo        | Periodo        | Primo cittadino   | Partito                              | Carica  | Note   |
| -------------- | -------------- | ----------------- | ------------------------------------ | ------- | ------ |
| 24 aprile 1995 | 14 giugno 1999 | Pierluigi Binello | Partito Popolare Italiano            | Sindaco | [ 11 ] |
| 14 giugno 1999 | 14 giugno 2004 | Pierluigi Binello | Indipendente                         | Sindaco | [ 11 ] |
| 14 giugno 2004 | 8 giugno 2009  | Alessandra Balbo  | Lista civica                         | Sindaco | [ 11 ] |
| 8 giugno 2009  | 26 maggio 2014 | Alessandra Balbo  | Lista civica                         | Sindaco | [ 11 ] |
| 26 maggio 2014 | 25 maggio 2019 | Edgardo Tiveron   | Lista civica: insieme per Corneliano | Sindaco | [ 11 ] |
| 26 maggio 2019 | in carica      | Alessandra Balbo  |                                      | Sindaco |        |

## Sport
La squadra di calcio cittadina milita nel campionato di Eccellenza girone B. Tocca il suo apice nella stagione 2009-10 e nella stagione in corso militando in Eccellenza.
.Il 6 gennaio 2022 la squadra vince la Coppa  Eccellenza Piemonte con il risultato di 2-1 dopo i tempi supplementari.